# Cerro Itapé

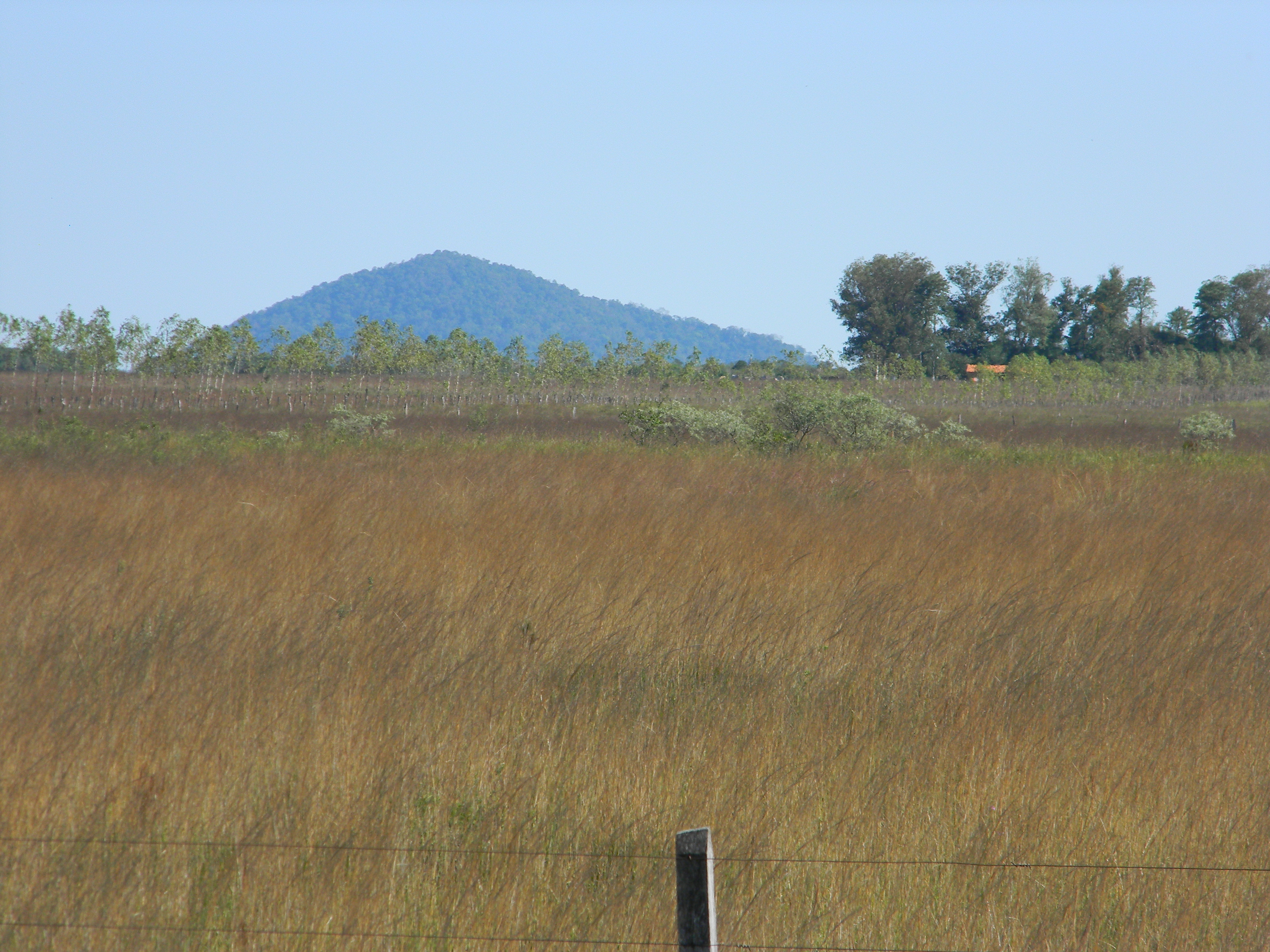
El Cerro Itapé visto desde la ruta Villarrica-Paraguarí en Felix Perez Cardozo

El Cerro Itapé es una elevación o montículo situado al oeste del Departamento de Guairá (República del Paraguay) en la jurisdicción del municipio homónimo de Itapé. Su pico es de 355 metros sobre el nivel del mar, y se encuentra ubicado aproximadamente a cinco kilómetros del casco urbano de la ciudad, al este. Dicho cerro pertenece al grupo de elevaciones de las Sierras de Ybycuí.

## Ubicación
25°51′33″S 56°33′23″O / -25.85917, -56.55639